# Municipio de Beaulieu (Minnesota)
El municipio de Beaulieu (en inglés: Beaulieu Township) es un municipio ubicado en el condado de Mahnomen en el estado estadounidense de Minnesota. En el año 2010 tenía una población de 108 habitantes y una densidad poblacional de 1,17 personas por km².

## Geografía
El municipio de Beaulieu se encuentra ubicado en las coordenadas 47°22′16″N 95°43′57″O / 47.37111, -95.73250. Según la Oficina del Censo de los Estados Unidos, el municipio tiene una superficie total de 92.28 km², de la cual 87,28 km² corresponden a tierra firme y (5.42 %) 5 km² es agua.

## Demografía
Según el censo de 2010, había 108 personas residiendo en el municipio de Beaulieu. La densidad de población era de 1,17 hab./km². De los 108 habitantes, el municipio de Beaulieu estaba compuesto por el 61,11 % blancos, el 26,85 % eran amerindios y el 12,04 % eran de una mezcla de razas. Del total de la población el 2,78 % eran hispanos o latinos de cualquier raza.